# Tytroca subsimilis
Tytroca subsimilis là một loài bướm đêm trong họ Erebidae.